# Carpilius
Famille
Genre
Carpilius est un genre de crabes de la famille des Carpiliidae.

## Taxonomie
Pour le World Register of Marine Species ce genre est l'unique représentant de la famille des Carpiliidae, dès lors que pour d'autres organismes, tel Paleobiology Database, cette famille comporte une dizaine de genres.

## Liste des espèces
Selon World Register of Marine Species (3 novembre 2018) :
- Carpilius convexus (Forskål, 1775)
- Carpilius corallinus (Herbst, 1783)
- Carpilius maculatus (Linnaeus, 1758)

Mais plusieurs autres espèces, éteintes, sont répertoriées par Paleobiology Database (13 août 2014) :
- Carpilius lwangi
- Carpilius petreus

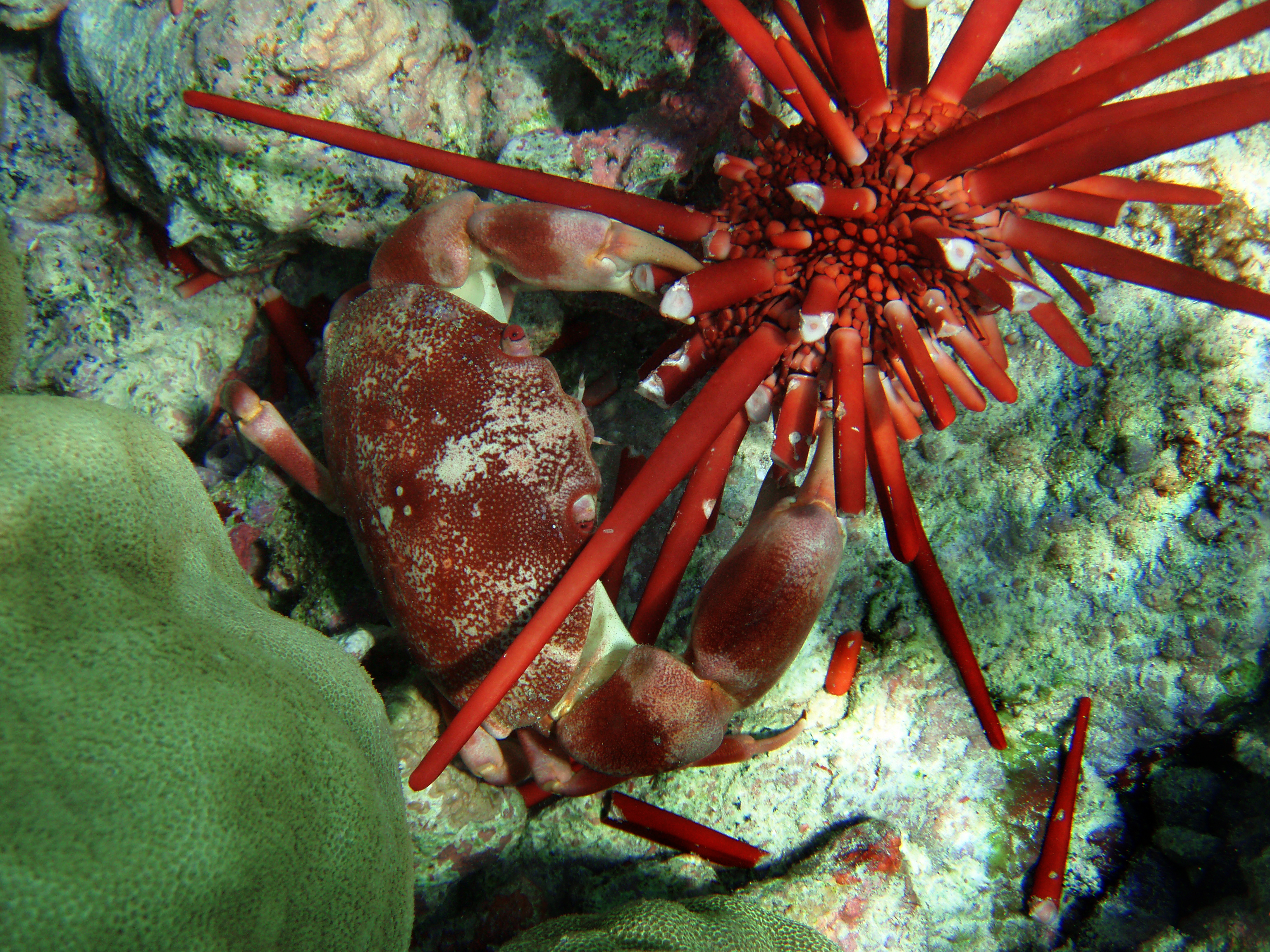
Carpilius convexus
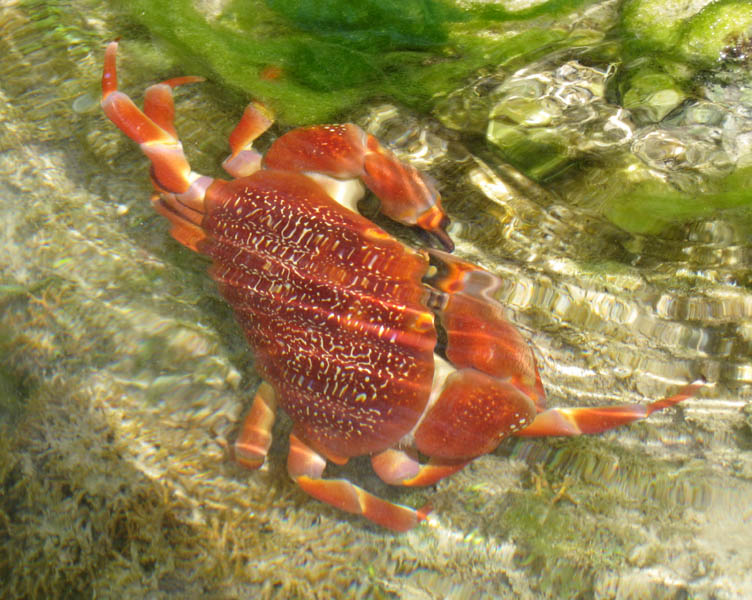
Carpilius corallinus
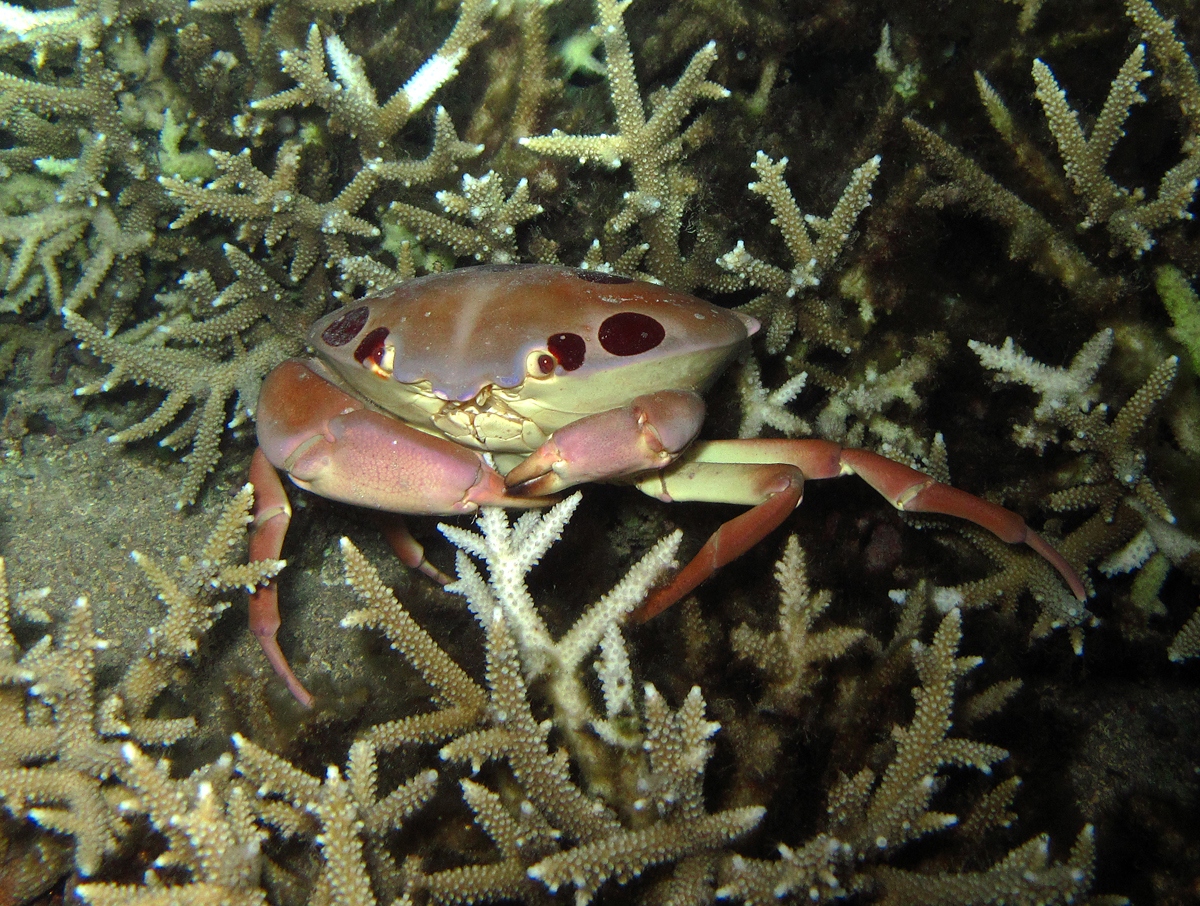
Carpilius maculatus